# Kostel Nanebevstoupení Páně (Stará Role)

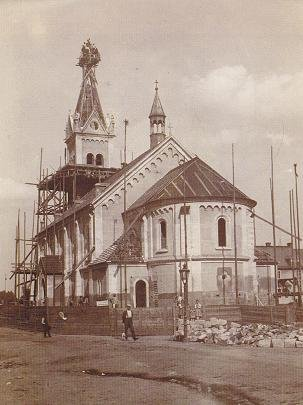
Fotografie z výstavby kostela před dokončením v roce 1908

Kostel Nanebevstoupení Páně se nachází ve Staré Roli u Karlových Varů. Tento římskokatolický kostel byl vystavěn v novorománském slohu v roce 1908 dle návrhu architekta Hermanna Fiedlera. Výstavbu realizoval stavitel Alois Sichert. Stará Role patřila až do roku 1909 k sedlecké farnosti a Starou Roli spravovali faráři ze Sedlce. Nyní už je vedena jako samostatná farnost. Na západ od kostela se nachází jednopodlažní fara, kterou posvětil vikariátní sekretář P. Pošmůrný z Rybář.

## Historie výstavby

### Dřevěná kaple zasvěcená Panně Marii
V místě nynějšího kostela stála dříve dřevěná kaple se zvoničkou, zasvěcená Panně Marii. Kdy byla postavena, není známo. Byla ale roku 1828 nahrazena kaplí kamennou a cihlovou, do které byla přenesena z původní kaple socha Panny Marie a zvon, který vytvořil Johann Georg Jordan z Chebu roku 1747. Zbořena byla v letech 1907–1908 při stavbě kostela Nanebevstoupení Páně, který ji nahradil.

### Spolek
V roce 1908 započala stavba kostela na místě zbourané původní kapličky. 28. února 1889 byl také založen dobrovolný spolek (něco jako současná občanská sdružení), který měl jediný cíl a to stavbu kostela. Hlavní zásluhu neměl tedy ani státní úřad ani nějaký soukromník, podnikatel, ale dobrovolný spolek složený z místních lidí. Členové pracovali bez nároku na odměnu. Dochovalo se velké množství materiálů o tomto spolku, všechny jsou uloženy ve Státním okresním archivu v Karlových Varech ve fondu Farní úřad Stará Role. (Jsou tam uchovány dokumenty jako např. Statuta spolku, Akta Spolku – spisy o jednáních, Pokladní kniha, Protokoly ze schůzí a mnoho dalšího) Peníze na stavbu byly získávány z členských příspěvků, z dobrovolných darů, nadací, závětí, ze sbírek, z koncertů a divadelních představení.
Členy spolku byli:

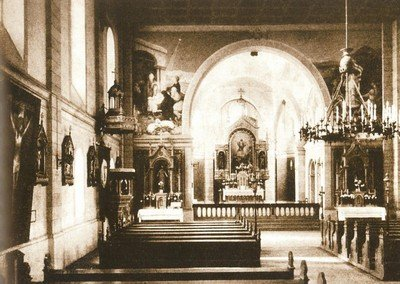
Interiér před rokem 1945

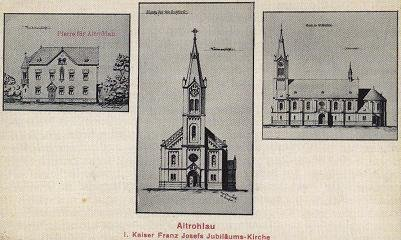
Plány kostela (tehdy Kostel císaře Františka Josefa)

- Zakladatelé – platili nejméně 40 K členských příspěvků nebo složili jednorázově nejméně 400 K
- Příznivci – platili ročně 20 K nebo zaplatili jednou alespoň 200 K
- Čestní členové – získali mimořádné zásluhy o uskutečnění hlavního úkolu spolku, byli zvoleni hlavním shromážděním
- Aktivní členové – platili nejméně 2 K ročně

Členy spolku mohli být jak jednotlivci, tak celé organizace. Sbírky započaly roku 1889. Pokladní kniha ovšem obsahuje zápisy až od 14. srpna 1893. Spolek začal soustavně pracovat až od roku 1903, odkdy je také vedena kniha Protokolů a hlavních zasedání.
Zanikl po dosažení svého účelu, tedy po dostavbě kostela 25. června 1930.

### Průběh stavby, financování

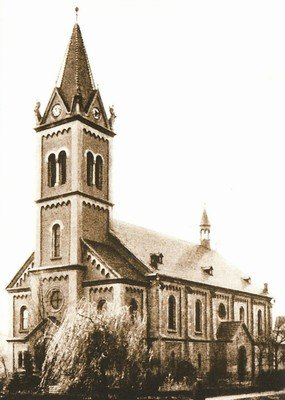
Fotografie kostela před rokem 1945

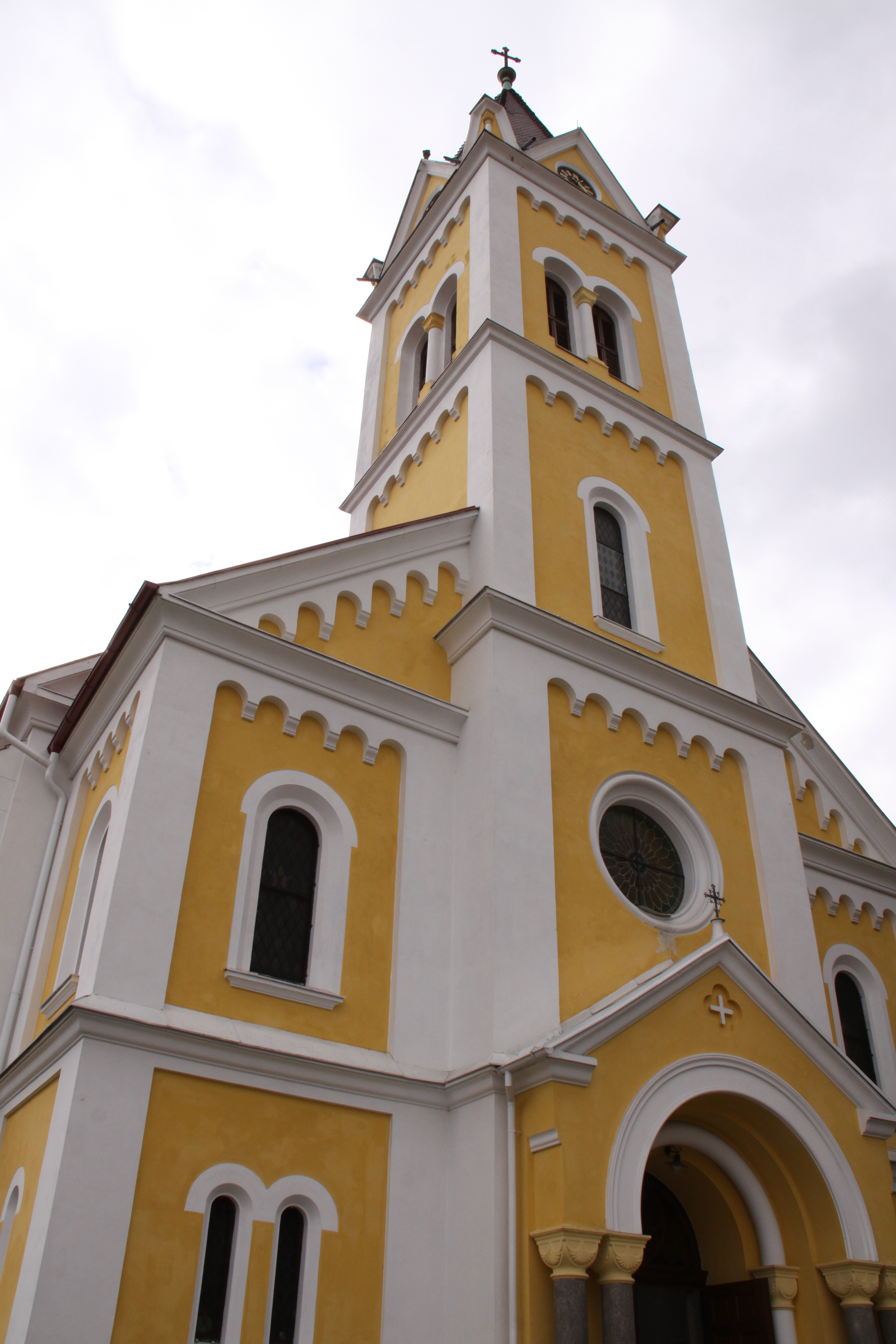
Východní pohled na kostel

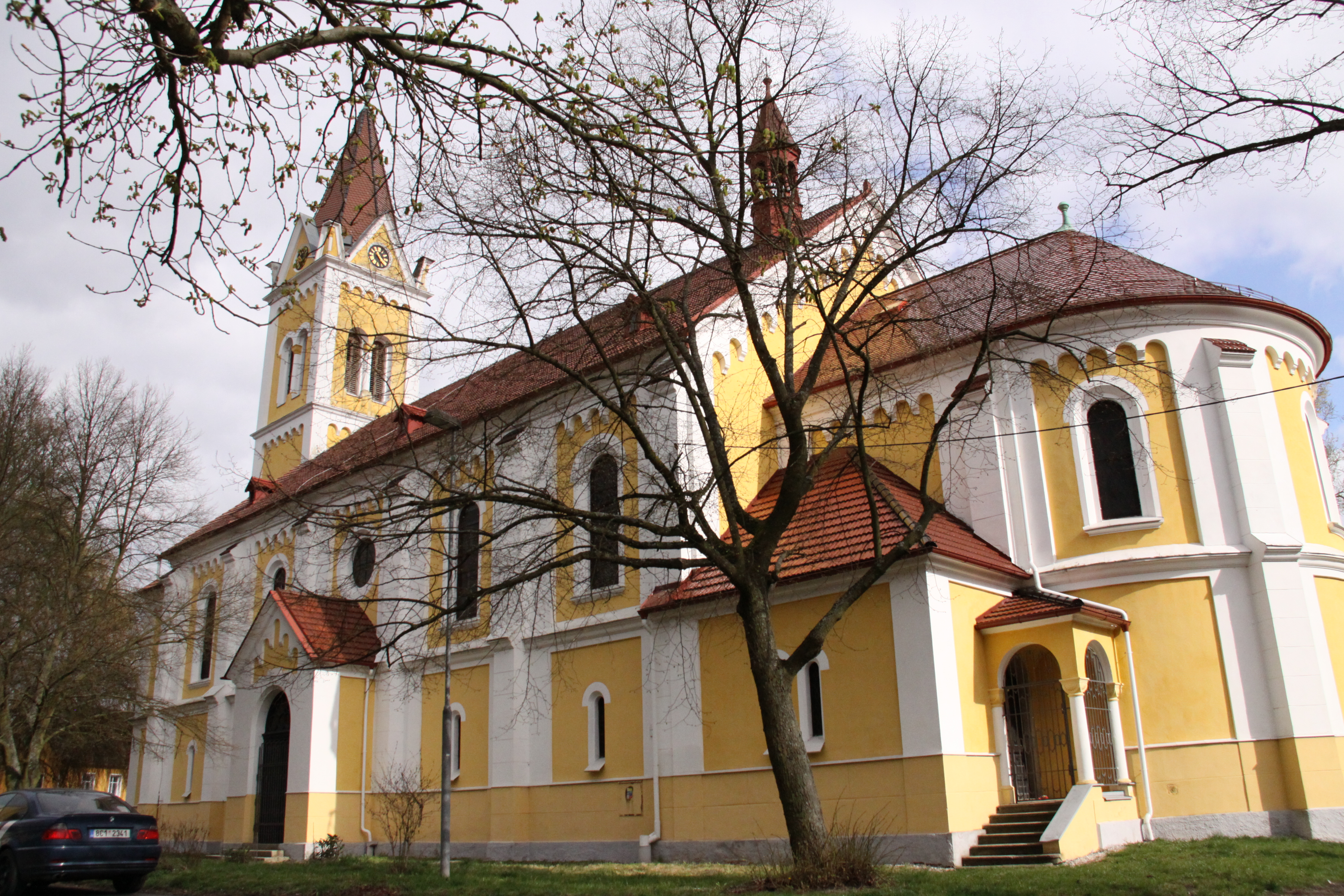
Severozápadní pohled na kostel

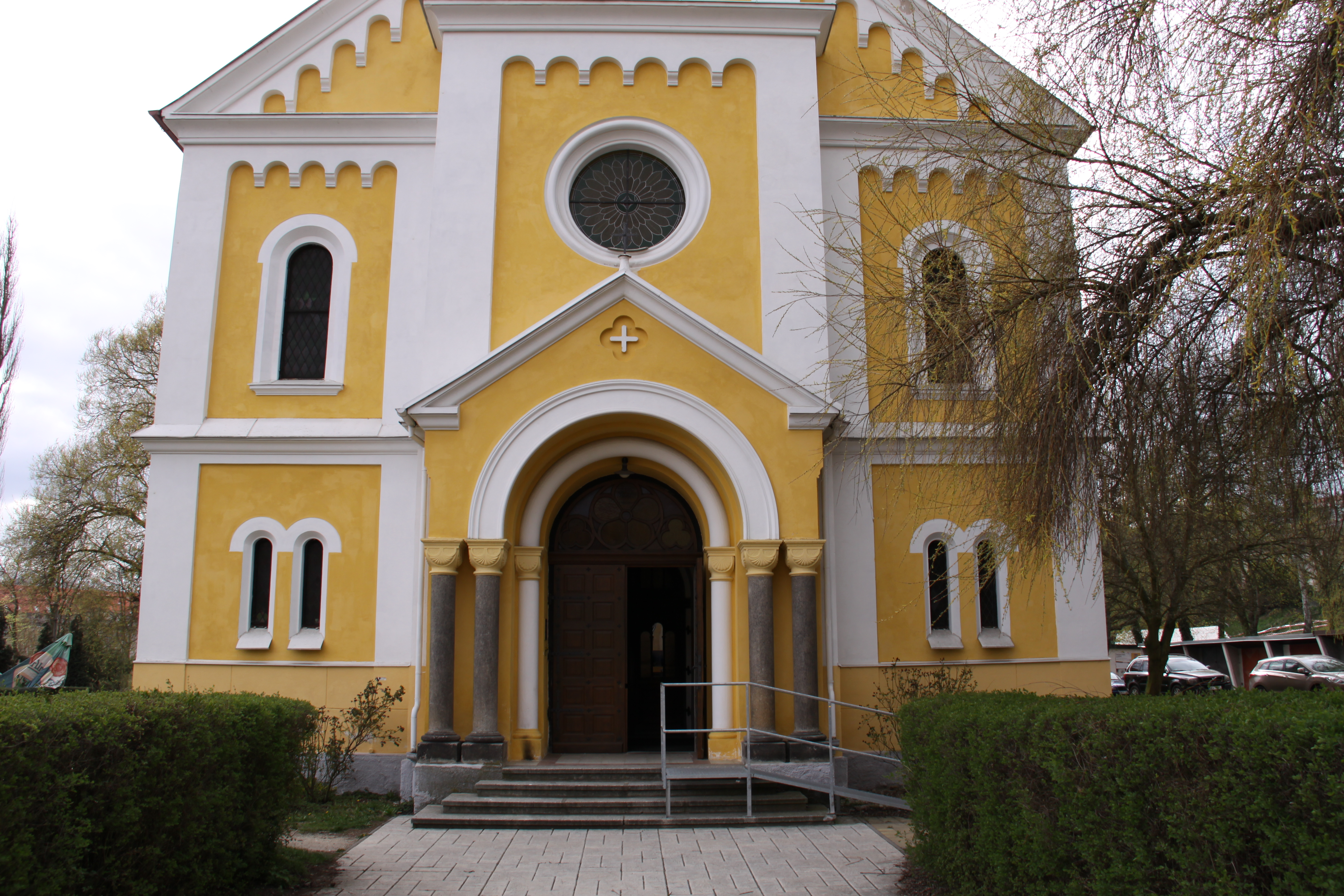
Hlavní vstup – portál

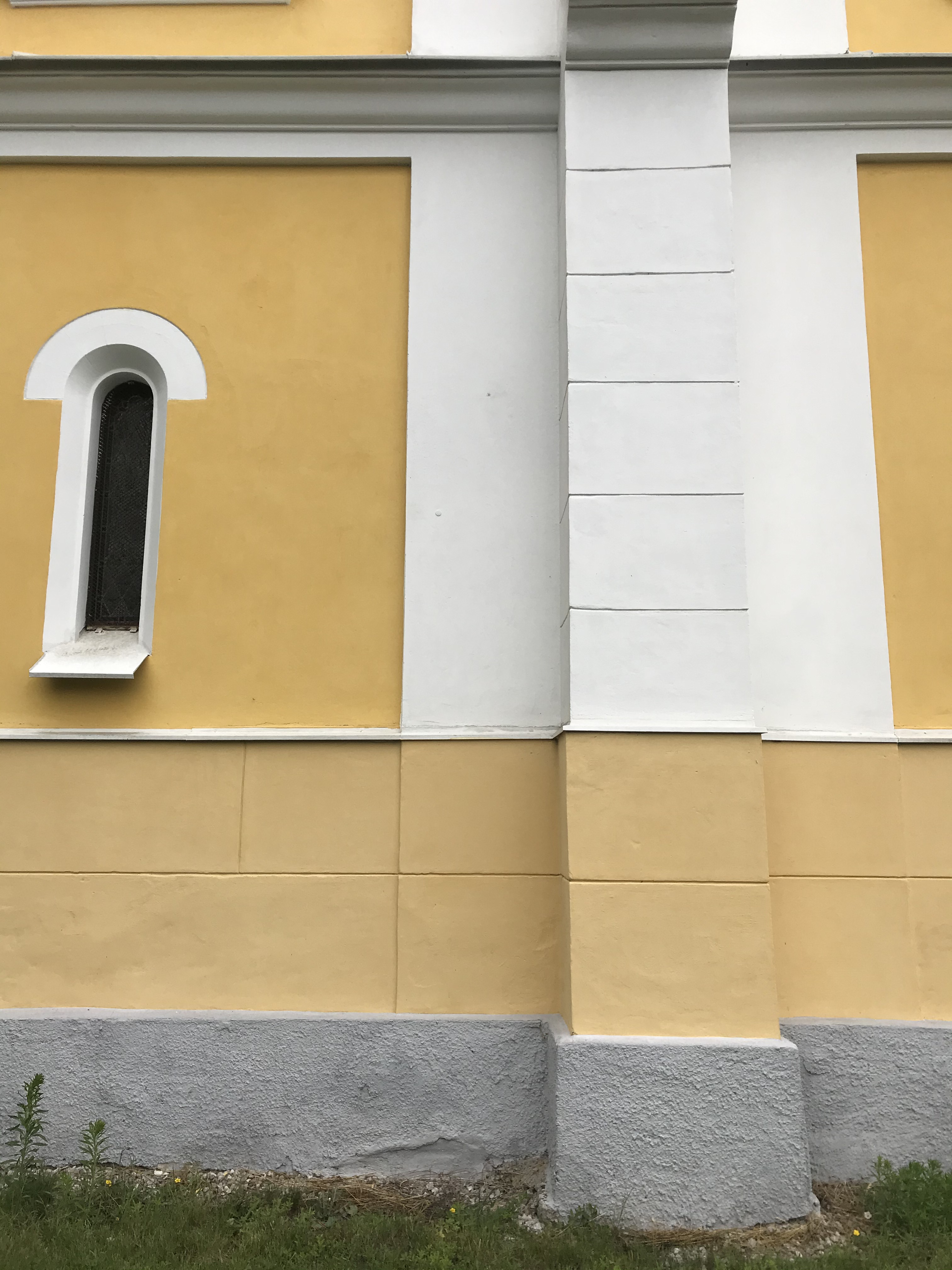
Detail zdiva – lisena, sokl

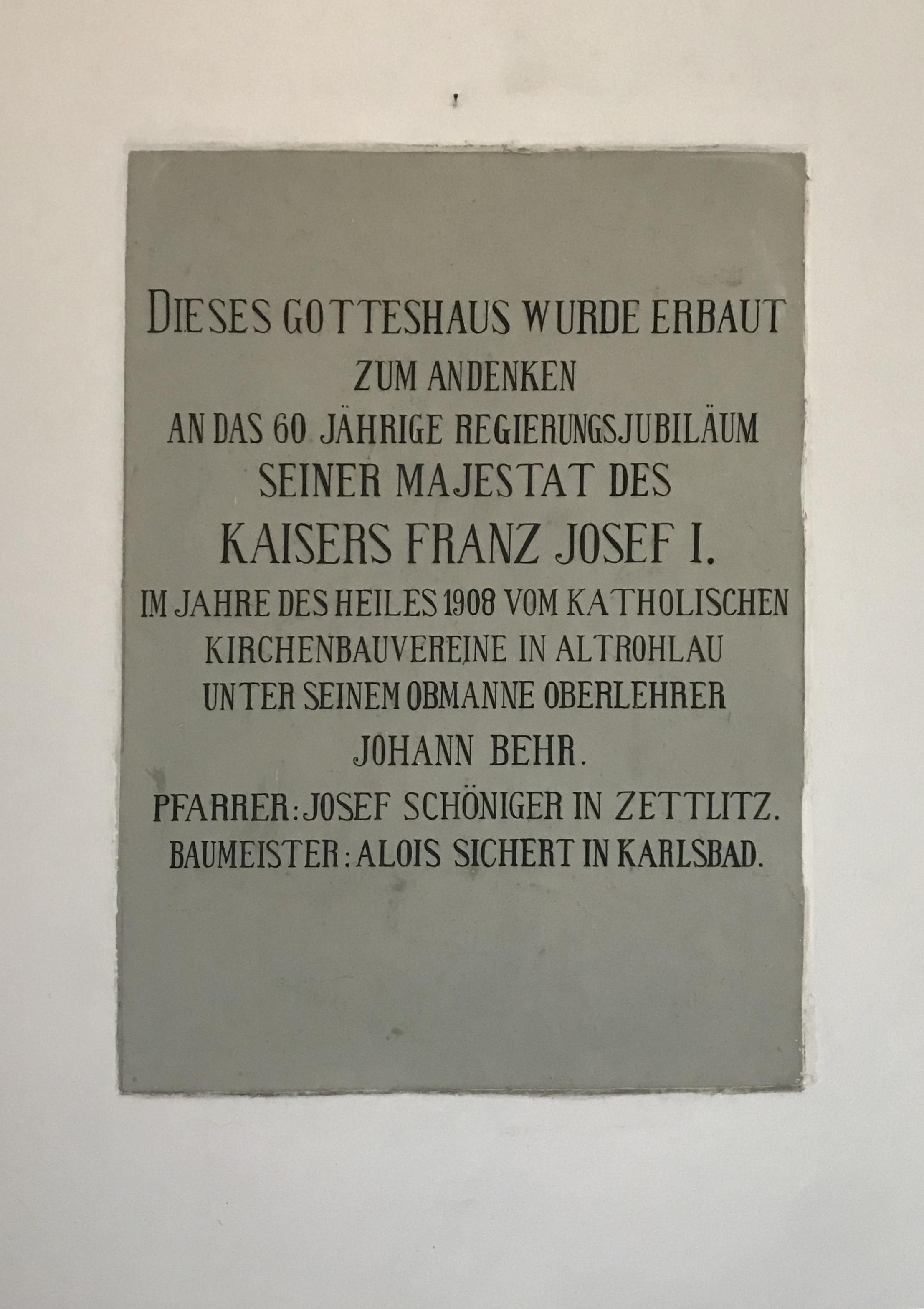
Mramorová deska z předsíně kostela

Na prvním hlavním zasedání bylo konstatováno, že se jedná již o třetí pokus o stavbu kostela. Pro průmyslovou obec se 6 000 obyvateli bylo takřka nezbytné mít vlastní kostel. Shromáždění tedy odsouhlasilo nejen snahu o výstavbu kostela, ale i snahu o založení nové samostatné farnosti.
V archivu lze najít vyjádření faráře Schönigera na stavební plány kostela ze 4. prosince 1900. Kostel měl být postaven v novogotickém slohu. Schöniger tyto plány nedoporučil. Argumentoval, že by stavba byla podle něj příliš drahá a nevhodná, gotický styl je prý vhodný jen pro velké chrámy. Loď by byla příliš úzká – nevešly by se boční oltáře. Je nutno aspoň 11 m. Sakristie o rozměrech 3,14 m × 3,15 m by také nestačila. Také chór by měl být větší. Proto farář Schöniger žádal o vypracování nového plánu v novorománském slohu.
Většina továrníků ze Staré Role byli vyznáním evangelíci nebo židé, a tak se od nich nedala očekávat jakákoliv finanční pomoc. Spolek si proto vyžádal Seznam lázeňských hostů, tzv. Kurliste, pro hledání vhodných mecenášů. Také byla sepsána žádost o příspěvek z náboženského fondu podpořena příslibem konzistoře i místodržitele Coudenhovena. V té době bylo také aktivní protikatolické hnutí „Pryč od Říma!“ (Los-von-Rom-Bewegung), které bylo podporováno jak protestanty z Karlových Varů, tak z Německa. Pozice katolické církve ve Staré Roli byla tedy silně ohrožena a zachránit ji mohlo jen vytvoření samostatné farnosti.
Ohledně hledání správného pozemku byli neúspěšní jak obec, tak okresní zastupitelství až do páté schůze výboru. Na té bylo oznámeno, že byl získán pozemek, a to Kempfovo pole u Glasserova domu s rozlohou 2050 m2 za 20 000 korun. Dne 20. března 1905 byla konzistoří povolena stavba pod podmínkou zajištění stavebního programu, krytí běžných výdajů. Přesně o rok později bylo ale stavebním radou oddělení výškových staveb při ministerstvu zjištěno, že Kempfovo pole je pro stavbu nevhodné. Byly prohlédnuty další pozemky, ale nakonec byl koupen pozemek na zahradě Karla Rohma.
Detailními plány byl pověřen vrchní stavební rada pan Vomáčka, ale jelikož se nijak nevyjadřoval, nechal spolek vypracovat nové plány pro menší kostel. 25. června 1906 byl do Staré Role vyslán architekt Hermann Fiedler, který později vypracoval celý plán kostela. Dne 21. srpna byla vydána poptávka po firmě, jenž by stavbu provedla. Dne 9. září byli oznámeni všichni přihlášení stavitelé. Pokrývač Racek, samotní stavitelé Waldert a Sichert a na faru Sandig. Byl zvolen Alois Sichert, který byl pověřen stavbou kostela i fary, a který sliboval postavit obě stavby za 108 206 K. Nabízel tedy 8% úsporu. To byla větší úspora než nabízeli ostatní.
Aby se ušetřilo, měly se na střechu místo glazurovaných cihel použít obyčejné a místo železného kříže na věži a železných oken měla být použita kříž a okna dřevěná. To ovšem ministerstvo kultu nedoporučilo, protože by se ušetřilo málo a nebylo by to estetické. Dne 27. srpna bylo rozhodnuto o datu položení základního kamene. A to koncem září nebo začátkem října téhož roku. Byl pozván světící biskup Wenzl Frind.
Základní kámen byl slavnostně položen 29. září 1907, byla do něj vložena plechová schránka obsahující všechny běžné mince – měděné, niklové, stříbrné a zlaté, dále pergamenový list s historií spolku a partitura „Weihliedes“ (Světící písně), která byla patrně složena k této příležitosti.
Stavba probíhala velmi rychle, a tak mohl být kostel vysvěcen již 10. října 1909 u příležitosti 60 let panování rakouského císaře Františka Josefa I. Slavnostní vysvěcení provedl kardinál Lev Skrbenský z Prahy.
Kostel se původně nazýval Jubilejní kostel císaře Františka Josefa (při příležitosti 60. jubilea císařovy vlády v roce 1908). Tehdy se v Karlových Varech pojmenovávalo po Františku Josefu snad vše – školy, nemocnice, ulice, apod. Kostel byl předán stavitelem roku 1908. V roce 1909 byl kostel vnitřně zařizován. Nebyli ještě uhrazeny všechny předměty, když vypukla válka. Ta vše ještě velmi zkomplikovala. Dluhy stoupaly, ovšem nebylo je z čeho splácet. Bylo vedeno několik sporů, dokonce na Spolek byly podány i soudní žaloby. To vše skončilo až 2. července 1927, kdy bylo oznámeno, že dluh staviteli je vyrovnán a kostel má zhotovené nové zvony. Zásluhy měla spousta lidí, ale zdaleka největší učitel Johann Behr, Josef Plaß, farář Richter, katacheti Fechter a Stenuf, poštmistr Josef Sandner a stážmistr Franz Bartl.
Finální cena kostela byla 95 000 K a vnitřního vybavení 50 000 K.

## Popis exteriéru
Při pohledu na je výrazná štíhlá věž stoupající nad hlavním východním vstupním portálem. Věž je významnou oblastí, ve které se románská architektura rozvíjela. Slouží jako zvonice a je na ní možno vidět podvojná sdružená okna typická pro románskou i novorománskou architekturu. Je čtyřhranná ukončena osmibokou jehlancovou střechou s křížem na vrcholu. Na každém trojúhelníkovém štítu jsou hodiny, vyrobeny Josefem Kohlertem z Kraslic. Původně zde byly čtyři sochy andělů, které již nejsou k vidění. Byly deponovány z důvodu ohrožení kolemjdoucích. Po stranách jsou boční patrové přístavky. Ze severu je na ose připojen vchod krytý sedlovou střechou. Nachází se tu tedy dva vchody. Portál má v tomto slohu mimořádný význam. Je nejen hlavním vstupem do chrámu, ale symbolizuje i bránu nebes (Porta coeli). Tomu odpovídá i jeho forma. Ostění odstupňované do hloubky vytváří niku. Do tohoto pravoúhlého ústupku je vložen sloupek, který završuje půlkruhový oblouk archivolty. Archivolta by měla symbolizovat nebeskou sféru, pravoúhlý vstup pak sféru pozemskou. Hlavice sloupů pokrývají jemné vegetabilní motivy. Dřík je hladký. Sloup je patkou napojen na soklík. Celý kostel je omítnut, proto není možné pozorovat typ zdiva. Lze dohledat, že je vystavěn z glazurovaných cihel. Co lze ale na první pohled zpozorovat, je členění plochými lisenami, které jsou na kostele i barevně zdůrazněny. Typicky pro románský sloh je kostel zakončen apsidou, která je postavena na soklu a je zastřešena konchou. Na rozhraní se nachází římsa. Podřímsí celého kostela zdobí obloučkový vlys a zubořez. Konzolky obloučkového vlysu jsou pak plasticky zdobeny. Na kostele se nachází deset velkých a devět malých obdélných polokruhově zakončených oken ve dvou řadách. Velká okna v horní řadě, malá v té spodní. Velká okna jsou malována. Na každém z oken je jméno jeho dárce. Všichni tito dárci pocházeli ze Staré Role.

## Popis interiéru
Loď obdélného půdorysu kryje plochý kazetový strop. Kruchta kostela je dřevěná. Konchou klenutou apsidu zvýrazňuje triumfální oblouk, který je polokruhově zakončený. Na paměť postavení a vysvěcení jsou v kostele umístěny dvě mramorové desky. Jedna v presbytáři na upomenutí vysvěcení, druhá pak v předsíni nesoucí německý nápis, v překladu: „Tento Boží dům zbudoval Katolický spolek pro stavbu kostela ve Staré Roli na paměť 60. výročí vlády Jeho Císařské Majestátu našeho císaře Františka Josefa I. léta Páně 1908 pod vedením svého předsedy Johanna Behra, faráře v Sedleci Josefa Schönigera a stavitele Aloise Sicherta z Karlových Varů“
Veškeré vybavení je vyrobeno z lipového a smrkového dřeva. Kostel je vytápěn a již od počátku má elektrické osvětlení. Sklářské práce v kostele provedl Richard Herold.

### Malby
Veškerá figurální výmalba pochází od karlovarského malíře Karla Lehningera. Ten se specializoval především na figurální malbu kostelů. Vyzdobil jich nejméně 45 – mezi nimi např. kostel v Kadani, jezuitský kostel v Zábřehu a po odsunu kostel v Bambergu. V konše není žádná malba. Na vítězném oblouku se nachází Narození Krista a Zmrtvýchvstání. V presbytáři jsou dvě nástěnné malby – Stvoření světa a Poslední soud. (Tato freska je zamalována a dle pamětníků je mezi odsouzenými tvář Adolfa Hitlera.) Nad bočním vchodem je vyobrazen Ježíš uzdravující nemocné. Velká vitrážní okna v podélných stranách lodi jsou zdobena malbami na skle s motivy Nejsvětější Trojice, sv. Antonín, bolestná Ježíšova matka Marie, sv. Karel Boromejský, sv. Josef, sv. Barbora, Svatá Rodina. Nad hlavním oltářem se nachází oltářní obraz Nanebevstoupení Páně, který maloval malíř porcelánu ve Staré Roli Wenzel Gröschl. Velmi zajímavé je srovnání oltářního obrazu ve Staré Roli a oltářního obrazu z katedrály Nejsvětější Trojice v Drážďanech. Ústřední postava obou obrazů, Kristus, má stejná gesta a spodní část oltářního obrazu z drážďanské katedrály je identická s oltářním obrazem ve Staré Roli. Obraz v katedrále Nejsvětější Trojice v Drážďanech byl namalován v letech 1752–1761 a autorem je slavný Anton Raphael Mengs. Je tedy možné, že W. Gröschl užil tento obraz jako inspiraci.

### Sochy
Po stranách jsou sochy sv. Petra a Pavla, ty zhotovil Reinhard J. Tittl. Sochy u postranního oltáře nejsou původní – začátkem 90. let byly ukradeny stejně tak jako byla vykradena schránka v pilastru v presbytáři – a nikdo neví, co v ní bylo. Kazatelna je ozdobena reliéfy čtyř evangelistů.

### Ostatní vybavení
Varhany vyrobil Kryštof Müller z Mariánských Lázní.
Zvony také nejsou původní. Původní zvony odlil Richard Herold z Chomutova. Ovšem 1. února 1917 byly zvony zabaveny na válečné účely. Zvony neprošly okny, a proto je vojáci rozbili uvnitř věže. Po válce pak bylo nutné nejen kostel opravit, ale také vznikla iniciativa, aby byly pořízeny nové zvony. Zvony ulila firma Ignáce Starcka z Brna. 13. dubna 1924 byly zvony posvěceny a den poté, 14. dubna 1924, vytaženy. Protože zvony byly větší než okna, bylo nutné kus zdi vybourat. Velký zvon jménem Marie váží 1200 kg a v průměru má 140 cm (výška 160 cm). Střední zvon nese jméno sv. Anny, váží 800 kg a v průměru má 118 cm (výška 135 cm). Nejmenší zvon je zasvěcený sv. Anežce Římské a má v průměru 100 cm (výška 117 cm).

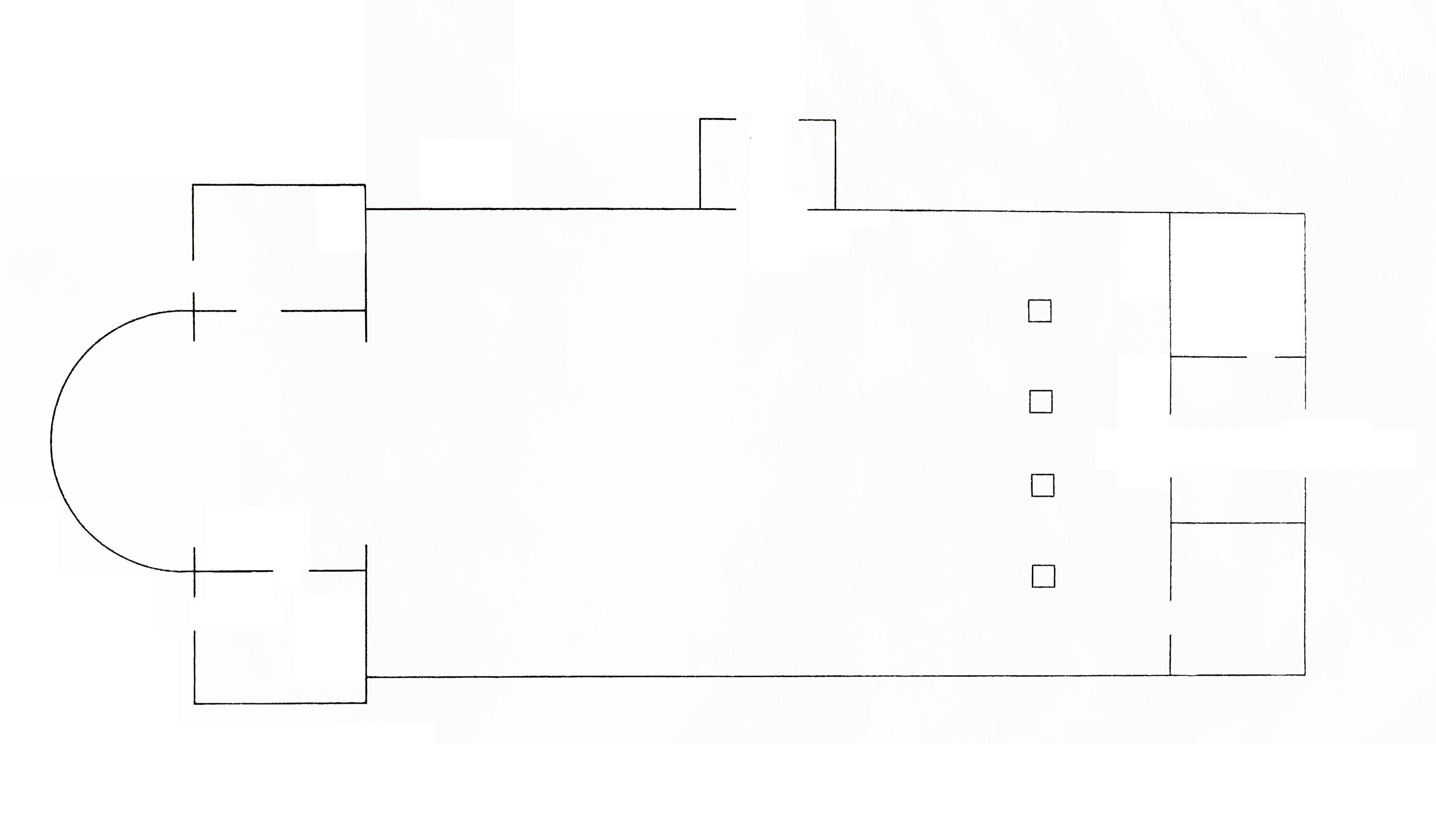
Půdorys kostela
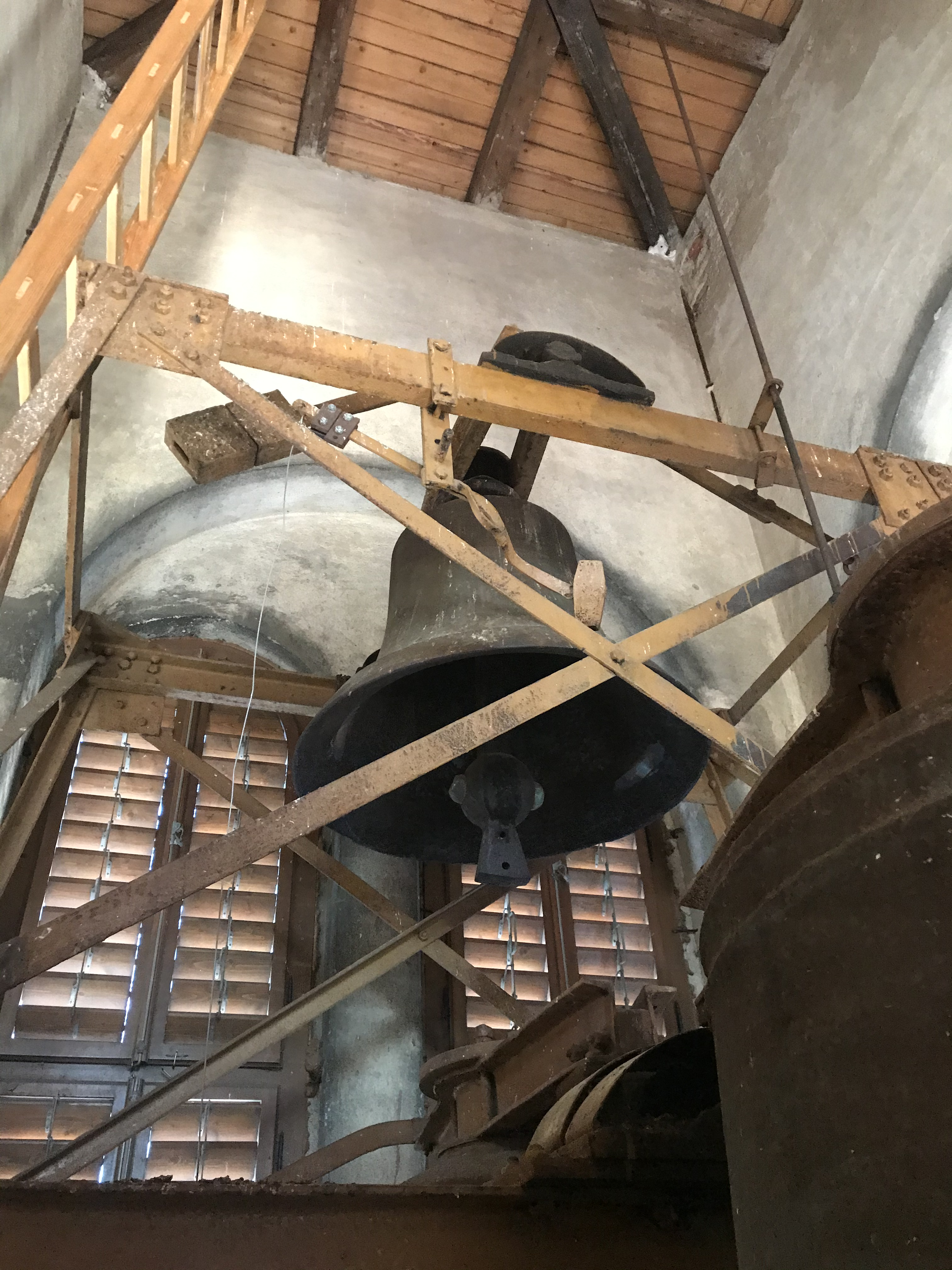
Interiér zvonice
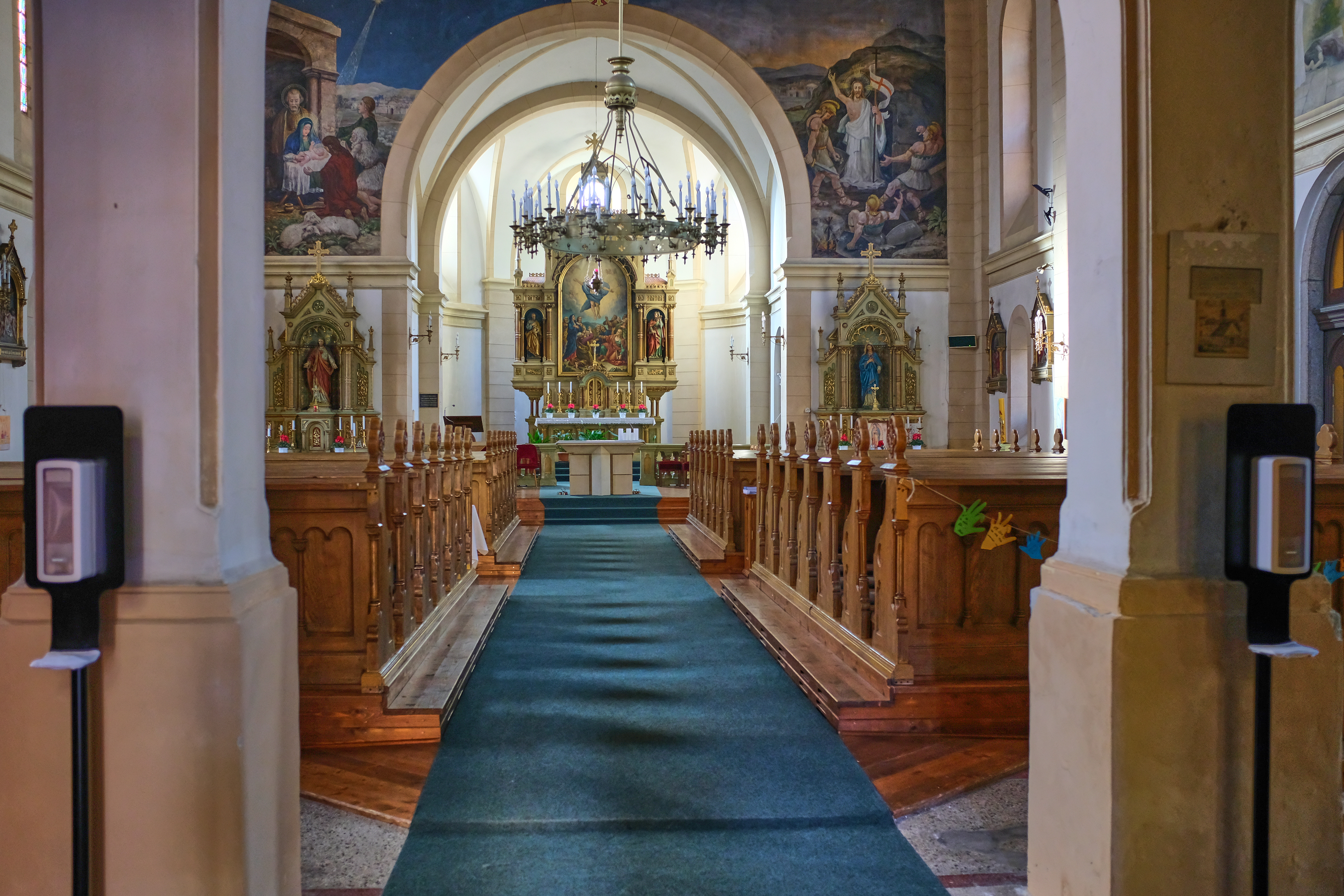
Interiér kostela